# Туфань (Прахова)
Туфань, Туфані (рум. Tufani) — село у повіті Прахова в Румунії. Входить до складу комуни Дрегенешть.
Село розташоване на відстані 44 км на північний схід від Бухареста, 28 км на південний схід від Плоєшті, 110 км на південний схід від Брашова.

## Населення
За даними перепису населення 2002 року у селі проживала 81 особа, усі — румуни. Усі жителі села рідною мовою назвали румунську.